# Giochi dell'Asia occidentale

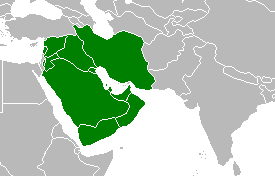
Paesi Partecipanti

I Giochi dell'Asia occidentale sono stati un evento sportivo che si è tenuto a cadenza quadriennale dal 1997 al 2005, per un totale di tre edizioni. L'evento ha riguardato tredici Paesi dell'Asia occidentale.
I Giochi dell'Asia occidentale sono uno dei cinque Giochi territoriali organizzati dal Consiglio Olimpico d'Asia; gli altri quattro sono i Giochi dell'Asia orientale (soppressi nel 2013), i Giochi dell'Asia centrale, i Giochi del Sud-est asiatico e i Giochi dell'Asia meridionale.

## Nazioni partecipanti
- Bahrein
- Iran
- Iraq
- Giordania
- Kuwait
- Libano
- Oman
- Palestina
- Qatar
- Arabia Saudita
- Siria
- Emirati Arabi Uniti
- Yemen

## Edizioni
| Edizione | Anno | Città ospitante | Nazione ospitante |
| -------- | ---- | --------------- | ----------------- |
| I        | 1997 | Teheran         | Iran              |
| II       | 2002 | Kuwait City     | Kuwait            |
| III      | 2005 | Doha            | Qatar             |